# Phytomyza angelicastri
Phytomyza angelicastri är en tvåvingeart som beskrevs av Erich Martin Hering 1932. Phytomyza angelicastri ingår i släktet Phytomyza och familjen minerarflugor.
Artens utbredningsområde är Polen. Arten är reproducerande i Sverige. Inga underarter finns listade i Catalogue of Life.